# Добривој Радић
Добривој Радић био је председник Скупштине Аутономне покрајине Војводине у два мандата: 1984–1985 и 1986–1988. Почетком седамдесетих година двадесетог века био је председник Скупштине општине Вршца. Указом Председништва СФРЈ одликован је 11. новембра 1981. Орденом заслуга за народ са златним венцем.